# 한팅구
한팅구(한국어: 한정구, 중국어: 寒亭区, 병음: Hántíng Qū)는 중화인민공화국 산둥성 웨이팡 시의 현급 행정구역이다. 넓이는 872km2이고, 인구는 2007년 기준으로 420,000명이다.

## 행정 구역
4개 가도, 2개 진을 관할한다.
- 가도: 寒亭街道, 开元街道, 固堤街道, 央子街道.
- 진: 高里镇, 朱里镇.